# Chłosta

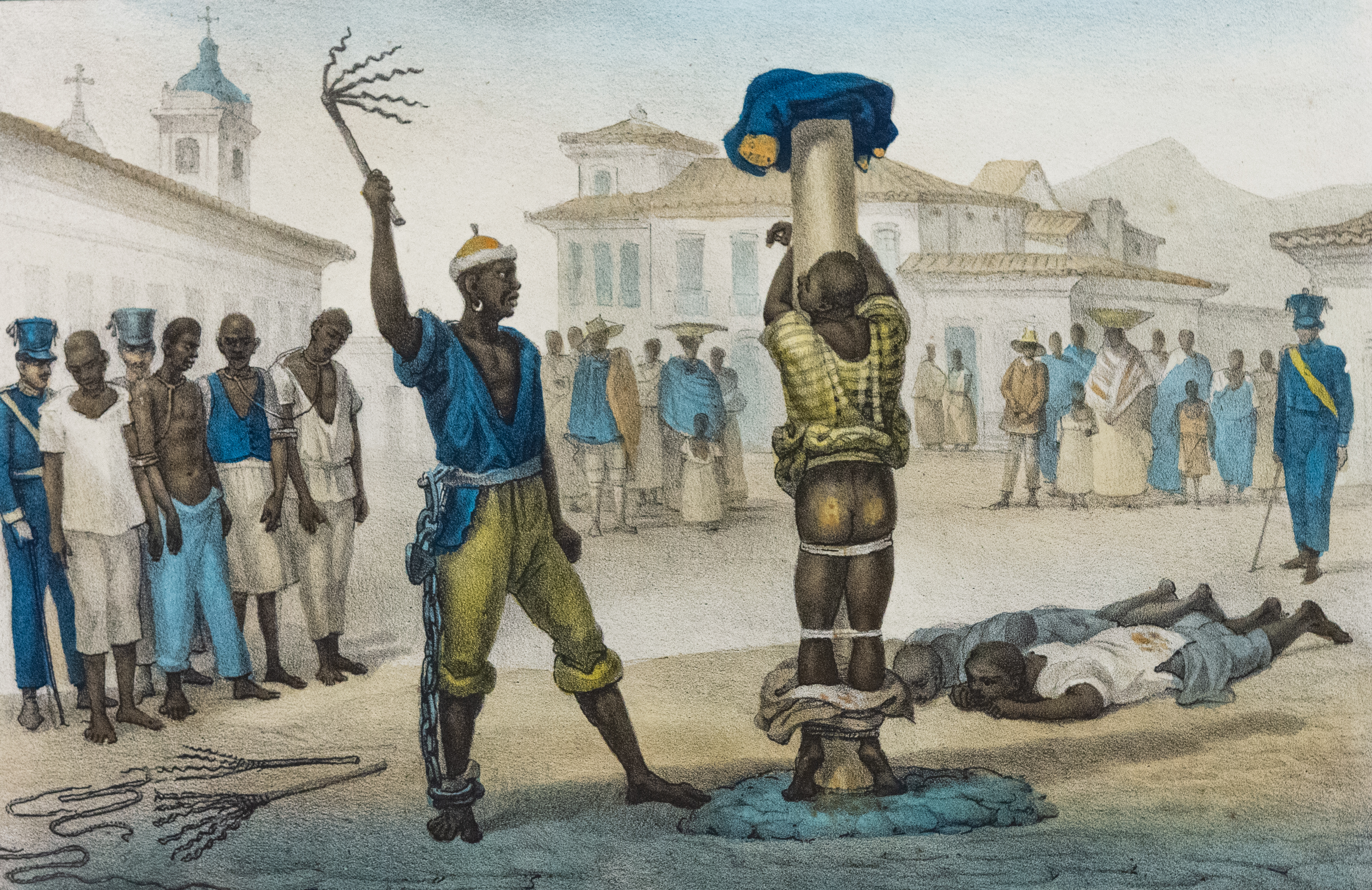
Chłosta

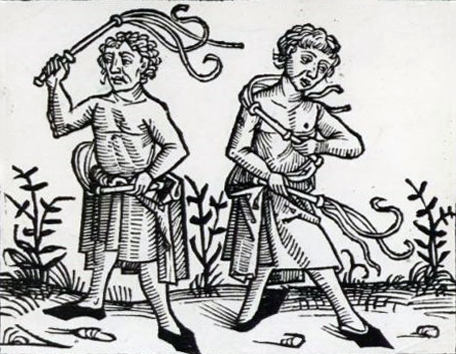
Flagelanci

Chłosta, biczowanie (łac. flagellatio) – rodzaj kary cielesnej (stosowanej też w charakterze tortury), polegającej na wielokrotnym uderzaniu osoby torturowanej w plecy (ewentualnie inne części ciała, np. niepokornego niewolnika, rzekomej czarownicy – w twarz, czy w stopy – falaka) przy pomocy bicza, bata, kańczuga, rzemienia lub rózgi. Chłostę wykonywał kat bądź inna osoba (np. na okrętach), ponieważ jej przeprowadzenie nie wymagało szczególnych umiejętności.
Chłostę wykonywano pod pręgierzem lub po unieruchomieniu osoby torturowanej w inny sposób (np. przez przywiązanie do masztu, powieszenie za ręce, przymocowanie do konstrukcji przypominającej kozioł do cięcia drewna, bądź zakucie w dybach podczas chłosty stóp (falaka). Skutkiem chłosty, obok dotkliwego bólu, były także rany skóry (nierzadko sięgające kości) i uszkodzenia mięśni.
Według biblijnej Księgi Powtórzonego Prawa skazany mógł dostać maksymalnie 40 uderzeń. W starożytnym Rzymie chłostę jako karę sądową stosowano od okresu pryncypatu, przede wszystkim wobec humiliores. Już wcześniej mogli tak być karani żołnierze za naruszenia dyscypliny . Ulpian Domicjusz pisał, że nikt nie mógł być skazany na śmierć poprzez zachłostanie, niemniej zdarzały się przypadki zgonu od biczowania.

## Aspekt religijny
Biczowanie bywało lub bywa postrzegane jako sposób pokuty i oczyszczenia duchowego, wśród członków niektórych sekt religijnych. W średniowiecznej Europie odbywały się procesje chrześcijańskich biczowników.

## Aspekt seksualny
Z chłostą związany jest rodzaj perwersji, tzw. flagellatio, polegające na wywoływaniu podniecenia poprzez chłostanie partnera/partnerki.